# Giulia Gatto-Monticone
Giulia Gatto-Monticone (nació el 18 de noviembre de 1987) es una jugadora de tenis italiana.
Gatto-Monticone hizo su debut en el cuadro principal de un Grand Slam en el Roland Garros de 2019 después pasar la clasificación.

## Títulos WTA 125s

### Dobles (0–1)
| Resultado | Fecha                   | Torneos | Superficie    | Pareja          | Oponentes en la final         | Resultado |
| --------- | ----------------------- | ------- | ------------- | --------------- | ----------------------------- | --------- |
| Finalista | 5 de septiembre de 2020 | Praga   | Tierra batida | Nadia Podoroska | Lidziya Marozava Andreea Mitu | 4-6, 4-6  |